# Mythimna languida
Mythimna languida es una especie de polilla de la familia Noctuidae. Se encuentra en casi todas las regiones tropicales y subtropicales de África, Asia y la cuenca del Mediterráneo.
Los adultos son alados y hay varias generaciones por año. Las plantas nutricias incluyen la gramínea Arundo phraguntes y la malvácea Lavatera, entre otras.